# Pulo Blang Mangat
Pulo Blang Mangat is een bestuurslaag in het regentschap Aceh Utara van de provincie Atjeh, Indonesië. Pulo Blang Mangat telt 284 inwoners (volkstelling 2010).